# Емпора

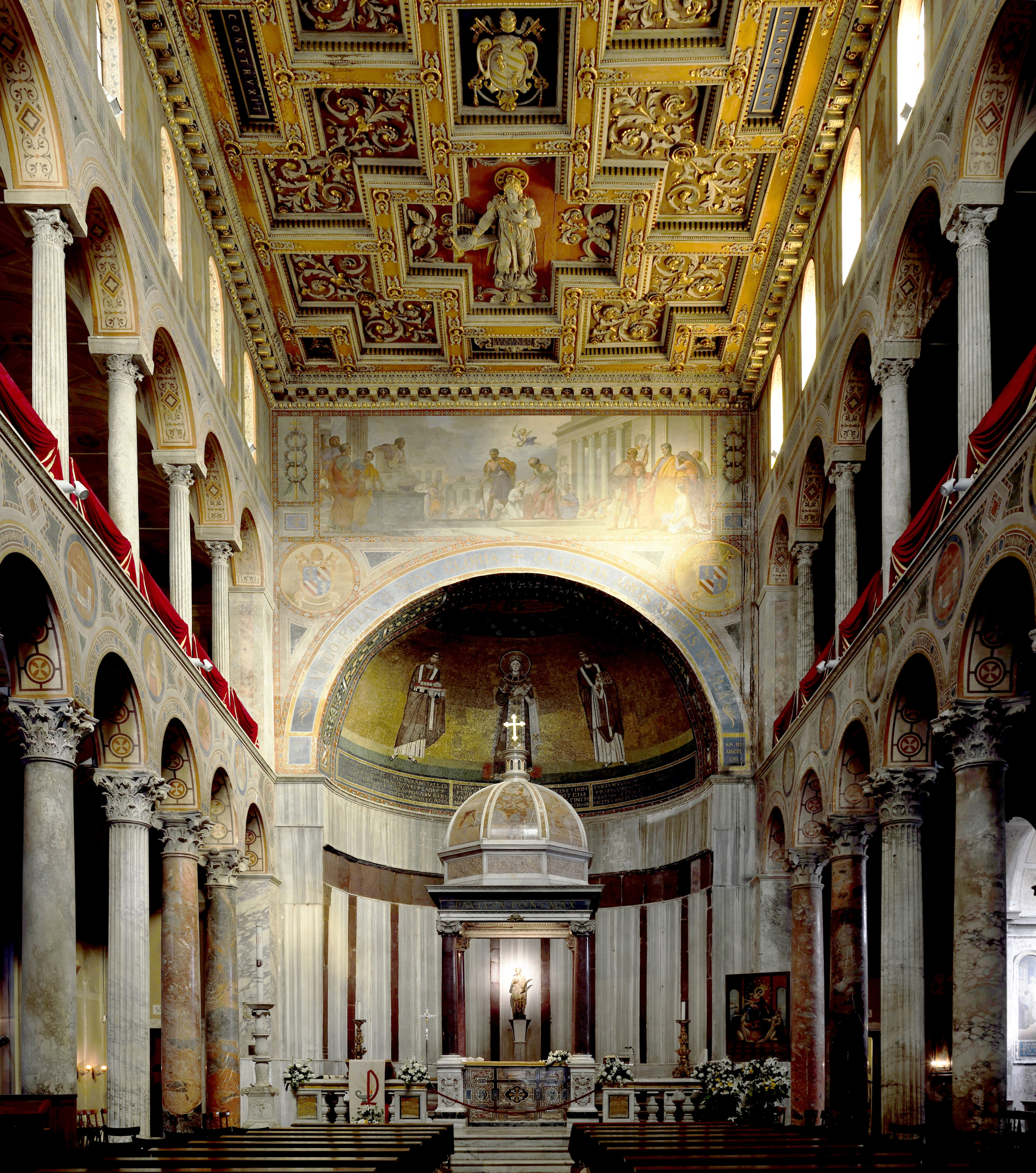
Бічні емпори над нефом в базиліці Сант Аньєзе фуорі ле Мура

Емпо́ра (нім. Empore — «підвищення») — галерея на пілонах, колонах, що здіймалася над бічною навою або над вхідним боком базилікальних чи зальних західноєвропейських середньовічних церков та відкривалася у головний неф (порівн. хори у православних церквах).
На Сході, де існував звичай, щоб присутні при богослужінні жінки, були зовсім відділені від чоловіків, емпори служили для перших. На Заході емпори влаштовувалися в середньому нефі церкви, в стороні, протилежній тій, у якій перебував головний вівтар, над притвором, і в жіночих монастирях називалися «хором черниць» (нім. Nonnenchor). У церквах пізнішої будівлі зустрічаються емпори також і над бічними нефами.
В культових спорудах емпори загалом призначалися для півчих, а також (в костелах) музичних інструментів (найчастіше — органу). У світських будівлях емпори будувалися в замкових залах для хорових капел.